# Індійська математика
Індійська математика виникла на Індійському субконтиненті з 1200 року до нашої ери до кінця 18 століття. У класичний період індійської математики (400—1200 рр. н. е.) важливий внесок зробили такі вчені, як Аріабгата I, Брамагупта, Бгаскара II, Варагамігіра та Мадгава. Десяткова система числення, яка використовується сьогодні, була вперше описана в індійській математиці. Індійські математики зробили ранній внесок у вивчення концепції нуля як числа, від'ємних чисел, арифметики та алгебри. Крім того, тригонометрія отримала подальший розвиток в Індії, зокрема, там були розроблені сучасні визначення синуса та косинуса. Ці математичні концепції були передані на Близький Схід, в Китай і Європу і призвели до подальших розробок, які зараз складають основу багатьох областей математики.
Стародавні та середньовічні індійські математичні твори, усі написані на санскриті, зазвичай складалися з розділу сутр, у якому набір правил або проблем було подано стисло у віршах, щоб допомогти студентам запам'ятати. Далі слідував другий розділ, який складався з коментаря, написаного прозою (іноді кількох коментарів різних учених), який більш детально пояснював проблему та надавав обґрунтування її вирішення. У розділі, написаному прозою, форма (і, отже, її запам'ятовування) вважалася менш важливою, ніж залучені ідеї. Усі математичні праці передавалися усно приблизно до 500 р. до н. е.; після цього вони передавалися як усно, так і в рукописній формі. Найстарішим математичним документом, що зберігся на Індійському субконтиненті, є берестяний рукопис Бахшалі, знайдений у 1881 році в селі Бахшалі поблизу Пешавара (сучасний Пакистан) який, ймовірно, відноситься до 7 століття нашої ери.
Пізнішою віхою в індійській математиці стала розробка математиками керальської школи в 15 столітті н. е. розкладів в ряди тригонометричних функцій (синуса, косинуса і арктангенса). Їхня робота, завершена за два століття до винаходу диференціального та інтегрального числення в Європі, створила те, що зараз вважається першим прикладом степеневого ряду (крім геометричних рядів). Однак вони не сформулювали систематичної теорії диференціювання та інтегрування, а також немає жодних прямих доказів того, що їхні результати передавалися за межі Керали.

## Передісторія

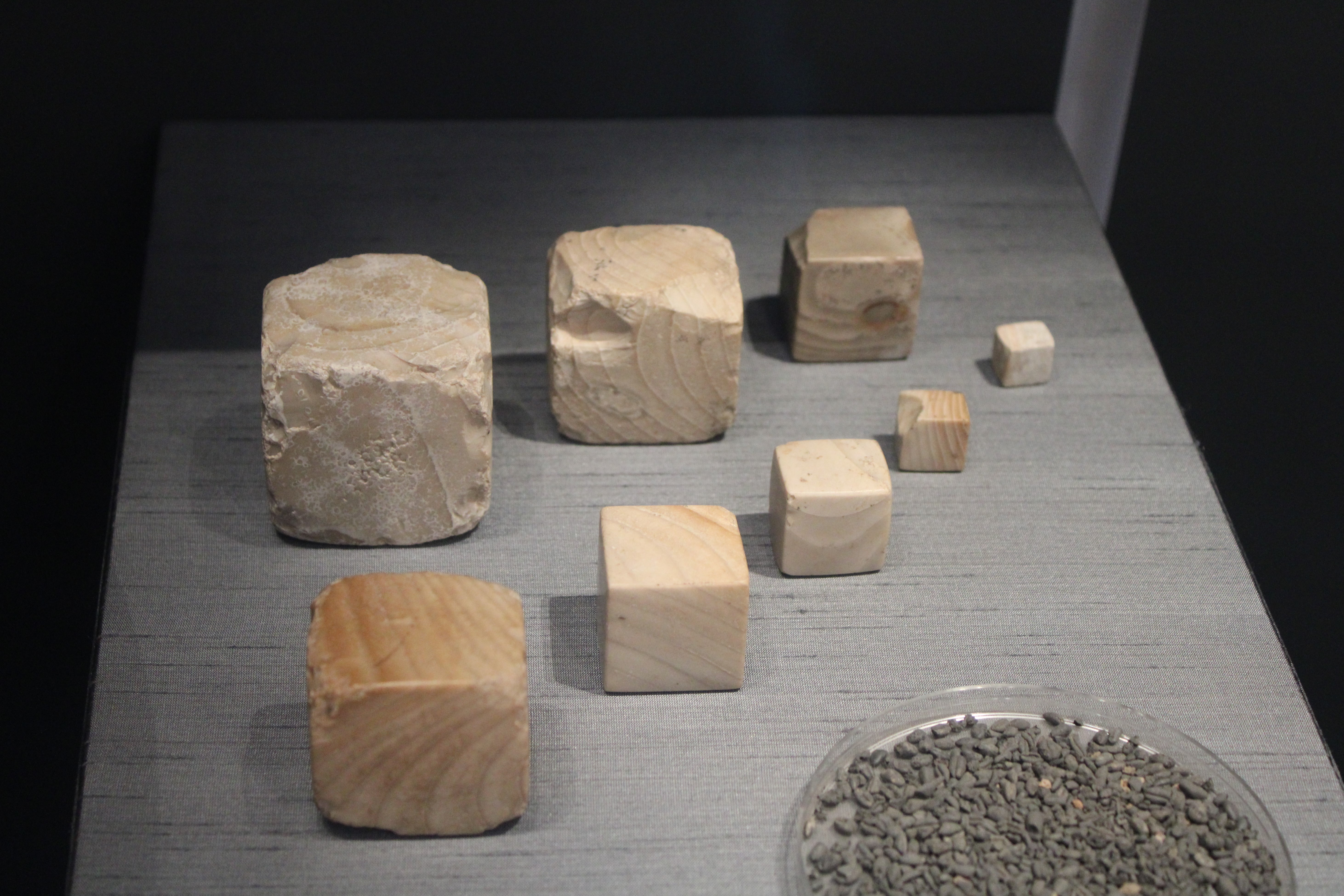
Кубічні ваги, стандартизовані в Індській цивілізації

Розкопки в Хараппі, Мохенджо-Даро та інших місцях Індської цивілізації знайшли докази використання «практичної математики». Представники Індської цивілізації виготовляли цеглу розмірами у співвідношенні 4:2:1, що вважалося сприятливим для стабільності цегляної конструкції. Вони використовували стандартизовану систему ваг, засновану на співвідношеннях 1/20, 1/10, 1/5, 1/2, 1, 2, 5, 10, 20, 50, 100, 200 і 500 з одиницею ваги, що дорівнює приблизно 28 грамам (і приблизно дорівнює англійській унції або грецькій унції). Вони масово виробляли гирі правильних геометричних форм, які включали шестигранники, бочки, конуси та циліндри, демонструючи тим самим знання базової геометрії.
Представники Індської цивілізації також намагалися стандартизувати вимірювання довжини з високою точністю. Вони розробили лінійку Мохенджо-Даро, одиниця довжини якої (приблизно 3,4 сантиметра або 1,32 дюйма) була поділена на десять рівних частин. Цегла, виготовлена в стародавньому Мохенджо-Даро, часто мала розміри, кратні цій одиниці довжини.
Показано, що порожнисті циліндричні об'єкти, зроблені з раковин молюсків, знайдені в Лоталі (2200 р. до н. е.) і Дголавірі дозволяють вимірювати кути на площині, а також визначати положення зірок для навігації.

## Ведичний період

### Самхіта і брахмани
Релігійні тексти ведичного періоду свідчать про використання великих чисел. До часів Яджур-веда (Yajurvedasaṃhitā- IAST, 1200—900 BCE) тексти містили числа до 1012. Наприклад, мантра (священна декламація) наприкінці аннахоми («обряду причащання їжі») що виконується під час ашвамедги, та виголошується безпосередньо перед, під час і одразу після сходу сонця, використовує степені десяти від ста до трильйона:
Хвала śata («сотня», 102), хвала sahasra («тисяча», 103), хвала ayuta («десять тисяч», 104), хвала niyuta («сто тисяч», 105), хвала prayuta («мільйон», 106), хвала arbuda («десять мільйонів», 107), хвала nyarbuda («сто мільйонів», 108), хвала samudra («мільярд», 109, буквально «океан»), хвала madhya («десять мільярдів», 1010, буквально «середина»), хвала anta («сто мільярдів», 1011, буквально «кінець»), хвала parārdha («один трильйон», 1012, буквально «поза частинами»), хвала uṣas IAST (світанок), хвала vyuṣṭi IAST (сутінки), хвала udeṣyat IAST (той, хто підніметься), хвала udyat (той, хто підіймається), хвала udita (той, хто тільки піднявся), хвала svarga (небо), хвала martya (світ), хвала всім.
Рішення часткових дробів було відоме людям часів Ріґведи, як зазначено в Пуруша-Сукті (RV 10.90.4):
Три чверті Пуруші піднялися вгору: одна чверть його залишилась тут.
Шатапатха Брахмана (прибл. 7 століття до н. е.) містить правила для ритуальних геометричних побудов, подібних до Шульба Сутри.

### Шульба Сутри
Шульба Сутри (Śulba Sūtras, буквально «Афоризми акордів» на ведійському санскриті) (бл. 700—400 рр. до н. е.) перераховують правила для будівництва вівтарів жертовного вогню. Більшість математичних проблем, розглянутих у Шульба Cутрах випливає з «єдиної теологічної вимоги», а саме побудови вівтарів жертовного вогню, які мають різну форму, але займають однакову площу. Вівтарі мали бути побудовані з п'яти шарів випаленої цегли з подальшою умовою, щоб кожен шар складався з 200 цеглин і щоб жодні два сусідніх шари не мали однаковий малюнок розміщення цеглин.

За словами Хаясі Шульба Сутри містять «найдавніше словесне формулювання теореми Піфагора у світі, хоча вона була відома ще у Старовавилонській імперії». 
Діагональна мотузка (akṣṇayā-rajju IAST) прямокутника створює ті самі величини, які окремо створюють бічна (pārśvamāni) та горизонтальна (tiryaṇmānī IAST) мотузки"
 Оскільки твердження є сутрою, воно обов'язково стиснуте, а те, що створюють мотузки, не пояснюється, але контекст чітко передбачає квадратні площі, побудовані на їхніх довжинах, і вчитель пояснив би це студенту.
Вони містять списки чисел Піфагора, які є окремими випадками Діофантових рівнянь. Вони також містять твердження (які, як ми знаємо заднім числом, є приблизними) про квадратуру круга і знаходження круга, площа якого дорівнює площі квадрата.
Баудхаяна (бл. 8 ст. до н. е.) склав Шульба Сутри Баудхаяни, найвідомішу Шульба Сутру, яка містить приклади простих чисел Піфагора, таких як: (3, 4, 5), (5, 12, 13), (8, 15, 17), (7, 24, 25) і (12, 35, 37), а також твердження теореми Піфагора для сторін квадрата: «Мотузка, яка натягнута по діагоналі квадрата, створює площу, яка вдвічі перевищує розмір початкового квадрата». Вона також містить загальне твердження теореми Піфагора (для сторін прямокутника): «Мотузка, натягнута вздовж довжини діагоналі прямокутника, утворює площу, яку разом складають вертикальна та горизонтальна сторони». Баудхаяна наводить вираз для квадратного кореня з двох:
{\displaystyle {\sqrt {2}}\approx 1+{\frac {1}{3}}+{\frac {1}{3\cdot 4}}-{\frac {1}{3\cdot 4\cdot 34}}=1,4142156\ldots }
Вираз має точність до п'яти знаків після коми, справжнє значення 1,41421356…. Цей вираз подібний за структурою до виразу, знайденого на месопотамській табличці старовавилонського періоду (1900—1600 рр. до н. е.):
{\displaystyle {\sqrt {2}}\approx 1+{\frac {24}{60}}+{\frac {51}{60^{2}}}+{\frac {10}{60^{3}}}=1,41421297\ldots }
який виражає √2 у шістьдесятковій системі і також має точність до 5 знаків після коми.
За словами математика С. Г. Дані, вавилонська клинописна табличка Plimpton 322, написана бл. 1850 р. до н. е. «містить п'ятнадцять піфагорових трійок з досить великими значеннями, включаючи (13500, 12709, 18541), яка є примітивною трійкою, що вказує, зокрема, на те, що існувало глибоке розуміння цієї теми» (в Месопотамії в 1850 р. до н.р.). «Оскільки ці таблички передували періоду Шульба Сутри на кілька століть, беручи до уваги контекстуальний вигляд деяких із піфагорових трійок, природно очікувати, що подібне розуміння було і в Індії» Дані продовжує:
Оскільки основною метою Шульба Сутри було описати конструкцію вівтарів і геометричні принципи, задіяні в них, тема піфагорових трійок, навіть якщо вона була добре зрозуміла, могла все одно не фігурувати в Шульба Сутрах.  Появу трійок у Шульба Сутрах можна порівняти з математикою, яку можна зустріти у вступній книзі з архітектури чи іншої подібної прикладної області, і вона не буде прямо відповідати загальним знанням предмета на той час. Оскільки, на жаль, не було знайдено інших тогочасних джерел, можливо, ніколи не вдасться успішно відповісти на це питання.
Всього було складено три Шульба Сутри. Решта дві, Шульба Сутри Манави, складена Манавою (fl. 750—650 рр. до н. е.) і Шульба Сутри Апастамби, складена Апастамбою (бл. 600 р. до н. е.), містять результати, подібні до Шульба Сутри Баудхаяни.
В'якарана
На ведичний період припадає праця санскритського граматика Паніні, Pāṇini IAST (бл. 520—460 рр. до н. е.). Його граматика включає передвісник нотації Бекуса-Наура (використовується в описах мов програмування).

## Пінгала (300р. до н.е.— 200р. до н.е.)
Серед вчених післяведичного періоду, які зробили внесок у математику, найбільш помітним є Пінгала (piṅgalá IAST) (fl. 300—200 рр. до н. е.), музичний теоретик, автор Чхандас Шастра (chandaḥ-śāstra IAST, також Chhandas Sutra chhandaḥ-sūtra IAST), санскритського трактату про просодію. Робота Пінгали також містить основні ідеї чисел Фібоначчі (так звані maatraameru). Хоча Сутра Чхандас не збереглася повністю, зберігся коментар Халаюдхи до неї в 10 столітті. Халаюдха, який називає трикутник Паскаля Меру-prastāra (буквально «сходи до гори Меру»), говорить таке:
Намалюйте квадрат. Починаючи з половини квадрата, намалюйте два інших подібних квадрати під ним; під цими двома намалюйте три інші квадрати і так далі. Розмітку слід починати з розміщення 1 у першому квадраті. Поставте по 1 у кожному з двох квадратів другого рядка. У третьому рядку поставте 1 у двох квадратах на кінцях, а в середньому квадраті суму цифр у двох квадратах, що лежать над ним.  У четвертому рядку поставте 1 у двох квадратах на кінцях. У середніх поставте суму цифр у двох квадратах над кожним. Продовжуйте таким чином. З цих рядків другий дає односкладові сполучення, третій двоскладові, ...
Текст також вказує на те, що Пінгала був обізнаний з комбінаторною тотожністю:
{\displaystyle {n \choose 0}+{n \choose 1}+{n \choose 2}+\cdots +{n \choose n-1}+{n \choose n}=2^{n}}
Катьяяна
Катьяяна (бл. 3 ст. до н. е.) відомий тим, що був останнім із ведичних математиків. Він написав Шульба Сутри Катьяяни, яка містить багато матеріалу з геометрії, включаючи загальну теорему Піфагора та обчислення квадратного кореня з 2 з точністю до п'яти знаків після коми.

## Джайністська математика (400р. до н.е.— 200р. н.е.)
Незважаючи на те, що джайнізм як релігія та філософія виник перед його найвідомішим представником, великим Магавірасвамі (6 століття до н. е.), більшість джайністських текстів на математичні теми були складені після 6 століття до н. е. Джайністські математики мають історичне значення як сполучна ланка між математикою ведичного періоду та математикою «класичного періоду».
Значний історичний внесок джайністських математиків полягав у тому, що вони звільнили індійську математику від її релігійних і ритуальних обмежень. Зокрема, їхнє захоплення переліком дуже великих чисел і нескінченностей привело їх до класифікації чисел на три класи: перелічувані, незліченні та нескінченні. Не задовольняючись простим поняттям нескінченності, їхні тексти визначають п'ять різних типів нескінченності: нескінченність в одному напрямку, нескінченність в двох напрямках, нескінченність в області, нескінченність усюди і постійна нескінченність. Крім того, джайністські математики винайшли позначення простих степенів (і показників) чисел, таких як квадрати та куби, що дозволило їм визначити прості алгебраїчні рівняння (bījagaṇita samīkaraṇa IAST). Джайністські математики, ймовірно, також були першими, хто використав слово шунья (буквально пустота на санскриті) для позначення нуля. Це слово є остаточним етимологічним походженням англійського слова «zero», оскільки воно було кальковане в арабській мові як ṣifr, а потім згодом запозичено в середньовічну латинь як zephirum, зрештою потрапивши в англійську після проходження через одну або кілька романських мов (порівняйте французьке zéro, італійське zero).
На додаток до Сурьї Праджняпті, важливі праці джайністів з математики включали Сутра Стананга (бл. 300 р. до н. е. – 200 р. н. е.); Сутра Ануйогадвара (бл. 200 р. до н. е. – 100 р. н. е.), яка містить найдавніший відомий опис факторіалів в індійській математиці; і Сатхандагама (бл. 2 ст. н. е.). Серед важливих джайністських математиків варто відзначити Бхадрабаху (пом. 298 р. до н. е.), автора двох астрономічних праць — Бхадрабахаві-Самхіта та коментаря до Сурьї Праджняпті; Ятіврішама Ачарья (бл. 176 р. до н. е.), який написав математичний текст під назвою Тілояпаннатті; та Умасваті (бл. 150 р. до н. е.), який, хоч і більш відомий своїми впливовими творами з джайністської філософії та метафізики, створив математичну працю під назвою Татвартха сутра.

## Усна традиція
Майже всі математики стародавньої та ранньосередньовічної Індії були санскритськими пандитами (paṇḍita IAST «вчена людина»), які були навчені санскритській мові та літературі та володіли «загальним запасом знань із граматики (в'якарани, vyākaraṇa IAST), екзегезиса (міманса, mīmāṃsā IAST) і логіки (ньяя, nyāya)». Запам'ятовування «почутого» (шруті на санскриті) за допомогою декламації відігравало важливу роль у передачі священних текстів у стародавній Індії. Запам'ятовування і декламація також використовувалися для передачі філософських і літературних творів, а також трактатів з ритуалу і граматики. Сучасні дослідники стародавньої Індії відзначають «справді видатні досягнення індійських пандитів, які протягом тисячоліть зберігали надзвичайно об'ємні усні тексти».

### Методи запам'ятовування
Стародавня індійська культура витратила неймовірну енергію на те, щоб ці тексти передавалися з покоління в покоління з надзвичайною точністю. Наприклад, заучування священних Вед включало до одинадцяти форм декламації одного і того ж тексту. Згодом тексти «перевірялись» шляхом порівняння різних прочитаних версій. Форми декламації включали jaṭā-pāṭha IAST (буквально «мережева декламація») у якій кожні два суміжних слова в тексті спочатку читалися в оригінальному порядку, потім повторювалися у зворотному порядку і, нарешті, повторювалися в оригінальному порядку. Таким чином, декламація відбувалася так:
В іншій формі декламації, dhvaja-pāṭha IAST (буквально «декламація прапора») послідовність із N слів читалася (і запам'ятовувалась), поєднуючи перші два та останні два слова, а потім продовжуючи так:
Найскладніша форма декламації, ghana-pāṭha IAST (буквально «щільна декламація»), згідно з Філліозатом, мала наступну форму:
Про ефективність цих методів свідчить збереження найдавнішого індійського релігійного тексту, Ріґведи (Ṛgveda IAST, бл. 1500 р. до н. е.), як єдиного тексту, без будь-яких альтернативних інтерпретацій. Подібні методи використовувалися для запам'ятовування математичних текстів, передача яких залишалася виключно усною до кінця ведичного періоду (бл. 500 р. до н. е.).

### ЖанрСутра
Математична діяльність у Стародавній Індії почалася як частина «методологічної рефлексії» над священними Ведиами, яка набула форми творів під назвою Веданґа (Vedāṇgas IAST), або «допоміжні частини Вед» (7–4 століття до н. е.). Необхідність зберегти звучання священного тексту за допомогою шикша (śikṣā IAST, фонетики) і чхандас (віршового розміру); зберегти його значення за допомогою в'якарана (vyākaraṇa IAST, граматики) та нірукта (етимології); і правильного виконання обрядів у правильний час за допомогою кальпи (ритуалу) та джйотіша (jyotiṣa IAST астрології) дало початок шести дисциплінам Vedāṇgas IAST. Математика виникла як частина двох останніх дисциплін, ритуалу та астрономії (до якої також входила астрологія).
Оскільки цикл допоміжної літератури Vedāṇgas IAST безпосередньо передував використанню писемності в Стародавній Індії, він став останньою виключно усною літературою. Він був виражений в сильно стиснутій мнемонічній формі sūtra (буквально «нитка»):
Знавці сутри знають, що вона має кілька фонем, вона позбавлена двозначності, містить суть, звернена до всього, не має пауз і не викликає заперечень.
Надзвичайна стислість була досягнута кількома способами, які включали використання трьох крапок «поза нормами природної мови», використання технічних назв замість довших описових назв, скорочення списків шляхом згадування лише перших і останніх записів, а також використання маркерів і змінних. Сутри створюють враження, що спілкування за допомогою тексту було «лише частиною повної інструкції. Решта інструкцій, мабуть, передавалась так званою Гуру-шишья парампарою, „безперервною спадкоємністю від вчителя (гуру) до учня (шишья), і вона не була відкритою для широкого загалу“ і, можливо, навіть зберігалася в таємниці. Стислість, досягнута в сутрі демонструється в наступному прикладі з Шульба Сутри Баудхаяни (700 р. до н. е.).

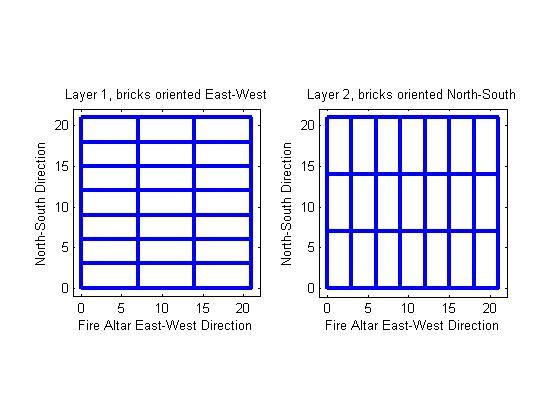
Оформлення домашнього вівтаря вогню в Шульба Сутра

Домашній жертовник вогню у ведичний період згідно з ритуалом повинен був мати квадратну основу та складатися з п'яти шарів цегли по 21 цеглині в кожному. Один із методів побудови вівтаря полягав у тому, щоб розділити одну сторону квадрата на три рівні частини за допомогою шнура або мотузки, а потім розділити поперечну (або перпендикулярну) сторону на сім рівних частин і, таким чином, розділити квадрат на 21 рівний прямокутник. Потім цегла розроблялась так, щоб мати форму складового прямокутника, і створювався шар. Для формування наступного шару застосовувалася та ж формула, але цеглини розташовувалися поперечно. Потім процес повторювався ще три рази (із змінними напрямками), щоб завершити будівництво. У Шульба Сутрах Баудхаяни, ця процедура описана наступними словами:
II.64. Розділивши чотирикутник на сім, поперечний [шнур] ділять на три.
II.65. В іншому шарі кладуть [цеглини], орієнтовані на північ.
Згідно з Філліозатом, служитель, який будує вівтар, мав лише кілька інструментів і матеріалів у своєму розпорядженні: шнур (санскрит, rajju, ж.), два кілки (санскрит, śanku, ч.), глину для виготовлення цеглин (санскрит, iṣṭakā IAST, ж.). Через стислість сутри прямо не згадується, що означає прикметник „поперечний“; однак із форми жіночого роду використаного (санскритського) прикметника легко зробити висновок про „шнур“. Подібним чином у другій строфі „цеглини“ прямо не згадуються, але знову випливають із форми множини жіночого роду „орієнтовані на північ“. Нарешті, перша строфа ніколи прямо не говорить, що перший шар цегли орієнтований у напрямку схід-захід, але це також мається на увазі через явну згадку про „орієнтацію на північ“ у другій строфі; оскільки, якби орієнтація мала бути однаковою в двох шарах, вона або не згадувалася б взагалі, або згадувалась би лише в першій строфі. Усі ці висновки робить служитель, коли він згадує формулу зі своєї пам'яті.

## Писемна традиція: прозові коментарі
Із зростанням складності математики та інших точних наук вимагалися як письмо, так і обчислення. Отже, багато математичних робіт почали записувати в рукописи, які потім копіювали та переписували з покоління в покоління.
Сьогодні в Індії зберігається близько тридцяти мільйонів рукописів, що робить її найбільшою колекцією рукописних матеріалів у світі. Письменна культура індійської науки сягає принаймні п'ятого століття до нашої ери. ... як показують елементи месопотамської літератури про прикмети та астрономії, які потрапили в Індію в той час і (були) точно не ... збережені в усній формі.
Найпершим математичним прозовим коментарем був коментар до твору Арьябхатія (Āryabhaṭīya IAST, написаний у 499 р. н. е.), праці з астрономії та математики. Математична частина Āryabhaṭīya IAST складалася з 33 сутр (у віршованій формі), що складалися з математичних тверджень або правил, але без жодних доказів. Однак, за словами Хаясі, „це не обов'язково означає, що їх автори не довели їх. Ймовірно, це було питання стилю викладу“. З часів Бгаскари I (починаючи з 600 р. н. е.), прозові коментарі все частіше почали включати деякі форми виведення доказу (upapatti). Коментар Бгаскари I до Āryabhaṭīya IAST, мав таку структуру:
- Правило ('сутра') у віршах Аріабгата (Āryabhaṭa IAST)
- Коментар Бгаскари I, який складається з:
  - Пояснення правила (виведення доказу тоді ще були рідкістю, але пізніше стали більш поширеними)
  - Приклада (uddeśaka), зазвичай у віршах.
  - Налаштування (nyāsa/sthāpanā) числових даних.
  - Розробки (karana) рішення.
  - Перевірки (pratyayakaraṇa IAST, буквально „переконатися“) відповіді. У 13 столітті такий підхід став рідкістю, на той час перевагу надавали виводам або доказам[51].

Як правило, для будь-якої математичної теми студенти в Стародавній Індії спочатку запам'ятовували сутри, які, як пояснювалося раніше, були „навмисно неповними“ у пояснювальних деталях (щоб чітко передати основні математичні правила). Потім студенти опрацьовували теми прозового коментаря, пишучи (і малюючи схеми) на крейдових і пилових дошках (тобто на дошках, вкритих пилом). Останній вид діяльності, основна частина математичної роботи, згодом спонукала математика-астронома, Брамагупту (fl. 7 ст. н. е.), охарактеризувати астрономічні обчислення як „пилову роботу“ (санскр. dhulikarman).

## Цифри і десяткова система числення
Добре відомо, що десяткова позиційна система, яка використовується сьогодні, була вперше описана в Індії, потім передана в ісламський світ і зрештою в Європу. Сирійський єпископ Северус Себохт писав у середині VII століття нашої ери про „дев'ять знаків“ індійців для вираження чисел. Однак, як, коли і де була винайдена перша десяткова позиційна система, до кінця не зрозуміло.
Найдавнішою писемністю, яка зберіглася в Індії, була писемність Харошті (Kharoṣṭhī IAST), яка використовувалась в культурі Гандхара на північному заході. Вважається, що вона має арамейське походження і використовувалась з 4 століття до нашої ери до 4 століття нашої ери. Майже одночасно на більшій частині субконтиненту з'явилася інша писемність Брахмі, яка пізніше стане основою багатьох писемностей Південної та Південно-Східної Азії. Обидва писемності мали цифрові символи та системи числення, які спочатку не базувалися на системі розрядних значень.
Найдавніші свідчення десяткових розрядних цифр в Індії та Південно-Східній Азії, що збереглися, датуються серединою першого тисячоліття нашої ери. На мідній пластині з Гуджарату, Індія, згадується дата 595 р. н. е., написана в десятковій позиційній системі, хоча є деякі сумніви щодо автентичності пластини. Десяткові цифри, що записують 683 рік нашої ери, також були знайдені в кам'яних написах в Індонезії та Камбоджі, де був значним індійський культурний вплив.
Існують давніші текстові джерела, хоча збережені рукописні копії цих текстів датуються значно пізнішим часом. Можливо, найдавнішим таким джерелом є праця буддійського філософа Васумітри, датована ймовірно 1-м століттям нашої ери. Обговорюючи лічильні ями купців, Васумітра зауважує: „Коли [той самий] глиняний лічильний елемент стоїть замість одиниць, він позначається як одиниця, коли в сотнях, як сто“. Хоча такі посилання, здається, означають, що його читачі знали про представлення значення десяткового знака, „стислість їхніх натяків і неоднозначність їхніх дат не встановлюють надійної хронології розвитку цієї концепції“.
Третій варіант десяткової позиційної системи використовувався в техніці поетичної композиції, пізніше названій системою Бхутасамкх'я (буквально „числа об'єктів“), яку використовували ранні санскритські автори технічних книг. Оскільки багато ранніх технічних творів були складені у віршах, числа часто представлялися об'єктами в природному чи релігійному світі, які їм відповідають; це дозволило задати відповідність „багато до одного“ для кожного числа та полегшило створення віршів. За словами Плофкера, число 4, наприклад, могло бути представлене словом „веди“ (оскільки цих релігійних текстів було чотири), число 32 — словом „зуби“ (оскільки повний набір складається з 32), а число 1 — словом „місяць“ (оскільки місяць лише один) Таким чином, веди/зуби/місяць відповідатиме десятковому числу 1324, оскільки для чисел прийнято перераховувати їх цифри справа наліво. Найдавніша згадка про номери об'єктів — бл. 269 р. н. е. у тексті на санскриті Yavanajātaka (буквально „грецький гороскоп“), написаному Спхуджідхваджою, віршованим перекладом більш ранньої (бл. 150 р. н. е.) індійської прозової адаптації втраченої праці з елліністичної астрології. Таке використання, здається, свідчить про те, що до середини 3-го століття н. е. десяткова позиційна система була знайома, принаймні для читачів астрономічних і астрологічних текстів в Індії.

Існує гіпотеза, що індійська десяткова позиційна система була заснована на символах, які використовувалися на китайських рахункових дошках ще в середині першого тисячоліття до нашої ери. За словами Плофкера, 
Ці рахункові дошки, як і індійські лічильні ями, …, мали структуру десяткового розряду … Індійці, можливо, дізналися про ці десяткові розрядні „цифри-стрижні“ від китайських буддистських паломників чи інших мандрівників, або вони, можливо, розробили концепцію незалежно від їхньої попередньої системи, яка не базувалися на розрядних значенях; не збереглося жодних документальних доказів, які б підтверджували будь-який висновок».

## Рукопис Бахшалі
Найдавнішим математичним рукописом в Індії, що зберігся, є рукопис Бахшалі, берестяний рукопис, написаний «буддійським гібридним санскритом» — писемністю Шарада, яка використовувалась в північно-західному регіоні Індійського субконтиненту між 8-м і 12-м століттями нашої ери. Рукопис був виявлений у 1881 році фермером під час копання в кам'яній огорожі в селі Бахшалі поблизу Пешавару (в той час в Британській Індії а нині в Пакистані). Рукопис невідомого авторства, який зараз зберігається в Бодліанській бібліотеці Оксфордського університету, нещодавно датований 224—383 роками нашої ери.
Рукопис, що зберігся, містить сімдесят аркушів, деякі з яких уривчасті. Його математичний зміст складається з правил і прикладів, написаних у віршах, а також прозових коментарів, які містять розв'язки прикладів. Теми, які розглядаються, включають арифметику (дроби, квадратні корені, прибутки та збитки, прості відсотки, правило трьох, метод хибного положення) та алгебру (системи лінійних рівнянь та квадратні рівняння), а також арифметичні прогресії. Крім того, рукопис містить декілька геометричних задач (включаючи задачі про об'єми неправильних тіл). Рукопис Бахшалі також «використовує десяткову позиційну систему з крапкою замість нуля». Багато задач, наведених у рукописі, належать до категорії, відомої як «задачі зрівняння», які призводять до систем лінійних рівнянь. Один із прикладів з фрагмента III-5-3v:
У одного торговця є сім коней асава, у другого — дев'ять коней хая, у третього — десять верблюдів.  Вартість тварин кожного торговця буде однаковою, якщо кожен з них віддасть двох своїх тварин, по одній кожному з інших. Знайдіть ціну кожної тварини та загальну вартість тварин, якими володіє кожен торговець.
Прозовий коментар, який супроводжує приклад, розв'язує проблему, перетворюючи її на три (недовизначені) рівняння з чотирма невідомими та припускаючи, що всі ціни є цілими числами.
У 2017 році радіовуглецеве датування показало, що три зразки з рукопису належать до трьох різних століть: з 224 по 383 рік нашої ери, 680—779 роки нашої ери та 885—993 роки нашої ери. Залишається невідомим, як були поєднані фрагменти з різних століть.

## Класичний період (400—1300)
Цей період часто називають золотим віком індійської математики. У цей період такі математики, як Аріабгата I, Варагамігіра, Брамагупта, Бгаскара I, Магавіра, Бгаскара II, Мадгава зі Санґамаґрами та Нілаканта Сомаяджі, надали ширшого та чіткішого вигляду багатьом галузям математики. Їхній внесок поширився на Азію, Близький Схід і, зрештою, на Європу. На відміну від ведичної математики, їхні праці включали як астрономічні, так і математичні внески. Фактично, математика того періоду була включена в «астральну науку» (jyotiḥśāstra) і складалася з трьох поддисциплін: математичних наук (gaṇita або tantra), гороскопічної астрології (horā або jātaka) і ворожіння (saṃhitā). Цей тристоронній поділ можна побачити в компіляції Варагаміхіри 6-го століття — Панкасиддхантикі (буквально panca, «п'ять», siddhānta, «висновок обговорення», датованій 575 н. е.) — п'яти попередніх робіт, Сурья Сіддханта, Ромака Сіддханта, Пауліса Сіддханта, Васіштха Сіддханта і Пайтамаха Сіддханта, які були адаптацією ще більш ранніх робіт з месопотамської, грецької, єгипетської, римської та індійської астрономії. Як пояснювалося раніше, основні тексти були складені віршами на санскриті, а за ними йшли прозові коментарі.

### ІV-VI століття
Сурья Сіддханта
Хоча його авторство невідоме, трактат Сурья Сіддханта (бл. 400 р.) містить коріння сучасної тригонометрії[джерело?]. Оскільки він містить багато слів іншомовного походження, деякі автори вважають, що він був написаний під впливом Месопотамії та Греції[неякісне джерело].
Цей стародавній текст вперше використовує такі тригонометричні функції[джерело?]:
- Синус (Джйа[en]).
- Косинус (Котійя[en]).
- Арксинус (Открам джйа).

Пізніші індійські математики, такі як Аріабгата посилалися на цей текст, а пізніші арабські та латинські переклади мали великий вплив в Європі та на Близькому Сході.
Календар Чхеді
Календар Чхеді (594 р.) містить раннє використання сучасної позиційної індо-арабської системи числення, яка зараз широко використовується.
Аріабгата I
Аріабгата I (476—550) написав Арьябхатія. Він описав важливі фундаментальні принципи математики в 332 шлоках. Трактат містив:
- Квадратні рівняння
- Тригонометрію
- Значення π з точністю до 4 знаків після коми.

Аріабгата також написав Ар'я Сіддханта, яка зараз втрачена. Внески Аріабгати включають: Тригонометрія: (Див. такок: Таблиця синусів Аріабгати)
- Ввів тригонометричні функції.
- Визначив синус (джйа[en]) як сучасне співвідношення між половиною кута та половиною хорди.
- Визначив косинус (котійя[en]).
- Визначив версинусус (уткрама-джйа[en]).
- Визначив арксинус (открам джйа).
- Навів методи обчислення їх наближених числових значень.
- Створив найдавніші таблиці значень синусів, косинусів і версинусів з інтервалами 3,75° від 0° до 90° з точністю до 4 знаків після коми.
- Створив тригонометричну формулу sin(n + 1)x − sin nx = sin nx − sin(n − 1)x − (1/225)sin nx.
- Сферична тригонометрія.

Арифметика:
- Ланцюгові дроби

Алгебра:
- Розв'язки систем квадратних рівнянь.
- Знаходження цілочисельних розв'язків лінійних рівнянь методом, еквівалентним сучасному.
- Загальний розв'язок невизначеного лінійного рівняння.

Математична астрономія:
- Точні розрахунки астрономічних констант, таких як:
  - Сонячне затемнення.
  - Місячне затемнення.
  - Формула для суми кубів, що стало важливим кроком у розвитку інтегрального числення[71].

Варагамігіра
Варагамігіра (505—587) написав Панкасиддхантика (П'ять астрономічних канонів). Він зробив важливий внесок у тригонометрію, включаючи таблиці синусів і косинусів з точністю до 4 знаків після коми та наступні формули, що пов'язують функції синусів і косинусів:
- {\displaystyle \sin ^{2}(x)+\cos ^{2}(x)=1}
- {\displaystyle \sin(x)=\cos \left({\frac {\pi }{2}}-x\right)}
- {\displaystyle {\frac {1-\cos(2x)}{2}}=\sin ^{2}(x)}

### VII і VIII століття

Теорема Брамагупти стверджує, що AF = FD.

У 7 столітті в індійській математиці почали виникати дві окремі галузі — арифметика (яка включала вимірювання) і алгебра. Пізніше ці два напрямки будуть названі pāṭī-gaṇita IAST (буквально «математика алгоритмів») і bīja-gaṇita IAST (буквально «математика насіння», де «насіння» — як і насіння рослин — представляє невідомі з потенціалом генерувати, в даному випадку розв'язки рівнянь). Брамагупта, у своїй астрономічній праці Брахма Спхута Сіддханта (Brāhma Sphuṭa Siddhānta IAST, 628 р. н. е.) включив два розділи (12 і 18), присвячені цим темам. Розділ 12, що містить 66 віршів на санскриті, поділявся на два розділи: «основні операції» (включаючи кубічні корені, дроби, співвідношення, пропорції та обмін) і «практична математика» (включаючи суміш, математичні ряди, плоскі фігури, укладання цегли, розпилювання деревини та нагромадження зерна). В останньому розділі він сформулював свою знамениту теорему про діагоналі вписаного чотирикутника:
Теорема Брамагупти: якщо вписаний чотирикутник має діагоналі, перпендикулярні одна до одної, то перпендикуляр, проведений з точки перетину діагоналей до будь-якої сторони чотирикутника, завжди ділить протилежну сторону навпіл.
Розділ 12 також містив формулу для площі вписаного чотирикутника (узагальнення формули Герона), а також повний опис раціональних трикутників (тобто трикутників з раціональними сторонами та раціональними площами).
Формула Брамагупти: Площа A вписаного чотирикутника зі сторонами a, b, c, d відповідно, визначається виразом
{\displaystyle A={\sqrt {(s-a)(s-b)(s-c)(s-d)}}\,}
де s, півпериметр, заданий як {\displaystyle s={\frac {a+b+c+d}{2}}.}
Теорема Брамагупти про раціональні трикутники: Якщо сторони трикутника {\displaystyle a,b,c} і його площа є раціональними числами, то {\displaystyle a,b,c} можна виразити наступними формулами:
{\displaystyle a={\frac {u^{2}}{v}}+v,\ \ b={\frac {u^{2}}{w}}+w,\ \ c={\frac {u^{2}}{v}}+{\frac {u^{2}}{w}}-(v+w)}
для деяких раціональних чисел {\displaystyle u,v,} and {\displaystyle w}.
Розділ 18 містив 103 вірші на санскриті, які починалися з правил арифметичних операцій із нулем і від'ємними числами і вважається першим систематичним розглядом цієї теми. Усі правила (зокрема {\displaystyle a+0=\ a} і {\displaystyle a\times 0=0}) були правильними, за одним винятком: {\displaystyle {\frac {0}{0}}=0}. Пізніше в цьому розділі він надав перший явний (хоча все ще не повністю загальний) розв'язок квадратного рівняння:
{\displaystyle \ ax^{2}+bx=c}
До абсолютного числа, помноженого на [коефіцієнт] квадрата, додайте квадрат [коефіцієнта] середнього члена; квадратний корінь із того самого виразу, мінус [коефіцієнт] середнього члена, поділений на подвійний [коефіцієнт] квадрата є значенням.
Це еквівалентно:
{\displaystyle x={\frac {{\sqrt {4ac+b^{2}}}-b}{2a}}}
Також у розділі 18 Брамагупта зміг досягти прогресу в пошуку (цілочисельних) розв'язків рівняння Пелля,
{\displaystyle \ x^{2}-Ny^{2}=1,}
де {\displaystyle N} є цілим числом, яке не є квадратом іншого числа. Він зробив це, виявивши наступну тотожність:
Тотожність Брамагупти: {\displaystyle \ (x^{2}-Ny^{2})(x'^{2}-Ny'^{2})=(xx'+Nyy')^{2}-N(xy'+x'y)^{2}}
що було узагальненням більш ранньої тотожності Діофанта: Брамагупта використовував свою тотожність, щоб довести наступну лему:
Лема (Брамагупта): Якщо {\displaystyle x=x_{1},\ \ y=y_{1}\ \ } є розв'язком {\displaystyle \ \ x^{2}-Ny^{2}=k_{1},} і
{\displaystyle x=x_{2},\ \ y=y_{2}\ \ } є розв'язком {\displaystyle \ \ x^{2}-Ny^{2}=k_{2},} тоді:
{\displaystyle x=x_{1}x_{2}+Ny_{1}y_{2},\ \ y=x_{1}y_{2}+x_{2}y_{1}\ \ } є розв'язком {\displaystyle \ x^{2}-Ny^{2}=k_{1}k_{2}}
Потім він використав цю лему, щоб створити нескінченну кількість (цілочисельних) розв'язків рівняння Пелля на основі відомого рішення, і сформулювати таку теорему:
Теорема (Брамагупта): якщо рівняння {\displaystyle \ x^{2}-Ny^{2}=k} має цілочисельний розв'язок для будь-якого {\displaystyle \ k=\pm 4,\pm 2,-1} тоді рівняння Пелля:
{\displaystyle \ x^{2}-Ny^{2}=1}
також має цілочисельний розв'язок.
Брамагупта насправді не довів теорему, а скоріше розробив приклади за допомогою свого методу. Перший приклад, який він представив:
Приклад (Брамагупта): Знайдіть цілі числа {\displaystyle \ x,\ y\ } такі, що:
{\displaystyle \ x^{2}-92y^{2}=1}
У своєму коментарі Брамагупта додав, що «людина, яка розв'язує цю проблему за рік, є математиком». Розв'язок, який він надав, був таким:
{\displaystyle \ x=1151,\ y=120}
Бгаскара I
Бгаскара I (бл. 600—680) розширив роботу Аріабгати у своїх книгах під назвою Махабхаскарія, Аріабгатія-бхашья і Лагху-бхаскарія. Він створив:
- Розв'язки невизначених рівнянь.
- Раціональну апроксимацію функції синус.
- Формулу для обчислення синуса гострого кута без використання таблиці з точністю до двох знаків після коми.

### ІХ–ХІІ століття
Вірасена
Вірасена (8 ст.) був джайністським математиком при дворі короля Амогаварша династії Раштракути з Малхеда, Карнатака. Він написав Дхавалу, коментар до джайністської математики, який:
- Розглядає концепцію ардхаччеда, кількість разів, коли число можна зменшити вдвічі, і перераховує різні правила, що стосуються цієї операції. Це збігається з двійковим логарифмом у застосуванні до степенів двійки[78][79], але відрізняється від інших чисел, більше нагадуючи 2-адичний порядок[en].

Вірасена також надав:
- Виведення об'єму обрізаної піраміди (або конуса)[en] за допомогою певної нескінченної процедури.

Вважається, що більшу частину математичного матеріалу в Дхавалі можна віднести до попередніх авторів, особливо Кундакунди, Шамакунди, Тумбулури, Самантабхадри та Баппадеви, які займалися писемною творчістю між 200 та 600 роками нашої ери.
Магавіра
Магавіра Ачарья (бл. 800—870) з Карнатаки, останній із видатних джайністських математиків, жив у 9 столітті і знаходився під опікою короля Амогаварша династії Раштракути. Він написав книгу під назвою Ганіт Саар Санграха про числову математику, а також написав трактати з широкого кола математичних тем. Ці математичні теми включали:
- Нуль
- Квадрати
- Куби
- Квадратні корені, кубічні корені та подальші корені
- Геометрія площини
- Стереометрія
- Проблеми, пов'язані з відкиданням тіні
- Формули, отримані для обчислення площі еліпса та чотирикутника всередині кола.

Магавіра також:
- Стверджував, що квадратного кореня з від'ємного числа не існує
- Надав формулу суми ряду, члени якого є квадратами арифметичної прогресії, і надав емпіричні правила для знаходження площі та периметра еліпса.
- Розв'язав кубічні рівняння.
- Розв'язав рівняння четвертого степеня.
- Розв'язав рівняння п'ятого степеня та рівняння з многочленами вищого порядку.
- Надав загальні розв'язки поліноміальних рівнянь вищого порядку:
  - {\displaystyle \ ax^{n}=q}
  - {\displaystyle a{\frac {x^{n}-1}{x-1}}=p}
- Розв'язав невизначені квадратні рівняння.
- Розв'язав невизначені кубічні рівняння.
- Розв'язав невизначені рівняння вищого порядку.

Шрідхара
Шрідхара (бл. 870—930), який жив у Бенгалії, написав ряд книг під назвою Нав Шатика, Трі Шатика та Паті Ганіта. Він надав:
- Корисне правило для знаходження об'єму сфери.
- Формулу розв'язування квадратних рівнянь.

Паті Ганіта є твором про арифметику вимірювання. В цьому творі описуються різноманітні операції, зокрема:
- Елементарні операції.
- Добування квадратних і кубічних коренів.
- Дроби.
- Вісім правил для операцій з нулем.
- Методи підсумовування різних арифметичних і геометричних рядів, які стали стандартними посиланнями в наступних роботах.

Манджула
Рівняння Аріабгати були удосконалені в 10 столітті Манджулою (також Мунджалою), який зрозумів, що вираз
{\displaystyle \ \sin w'-\sin w}
можна приблизно виразити як
{\displaystyle \ (w'-w)\cos w}
Цей вираз був деталізовний його пізнішим наступником Бгаскарою II, який таким чином знайшов похідну від синуса.
Аріабгата II
Аріабгата II (c. 920—1000) (бл. 920—1000) написав коментар до Шрідхара та астрономічний трактат Маха-Сіддханта. Маха-Сіддханта має 18 розділів і розглядає такі теми:
- Чисельна математика (Анк Ганіт).
- Алгебра.
- Розв'язки невизначених рівнянь (куттака).

Шріпаті
Шріпаті Мішра (1019—1066) написав книги Сіддханта Шекхара, значну працю з астрономії в 19 розділах, і Ганіт Тілака, неповний арифметичний трактат у 125 віршах, заснований на праці Шрідхара. Він працював в основному над:
- Перестановками та комбінаціями.
- Загальним розв'язоком систем невизначених лінійних рівнянь.

Він також був автором Дхікотідакарани, твору з двадцяти віршів про:
- Сонячне затемнення.
- Місячне затемнення.

Дхруваманаса — це твір із 105 віршів про:
- Розрахунок планетарної довготи
- Затемнення.
- Проходження планет.

Немічандра Сіддханта Чакраваті
Немічандра Сіддханта Чакраваті (бл. 1100) є автором математичного трактату під назвою Гоме-мат Саар.
Бгаскара II
Бгаскара II (1114—1185) був математиком-астрономом, який написав низку важливих трактатів, а саме Сіддханта Широмані, Лілаваті, Біяганіта, Гола Аддая, Гріха Ганітам і Каран Каутохал. Кілька його творів пізніше були передані на Близький Схід і в Європу. Його внески включають: Арифметика:
- Розрахунок відсотків
- Арифметична та геометрична прогресії
- Геометрія площини
- Стереометрія
- Тінь гномона
- Розв'язки задач про комбінації
- Надав доказ того, що ділення на нуль є нескінченністю.

Алгебра:
- Визнання того, що додатне число має два квадратні корені.
- Корні n-го степеня.
- Операції з добутками кількох невідомих.
- Розв'язок:
  - Квадратного рівняння.
  - Кубічного рівняння.
  - Рівняння четвертого степеня.
  - Рівняння з більш ніж одним невідомим.
  - Квадратного рівняння з більш ніж одним невідомим.
  - Рівняння Пелля загального вигляду з використанням метода Чакравала[en].
  - Загального невизначеного квадратного рівняння методом Чакравала.
  - Невизначеного кубічного рівняння.
  - Невизначеного рівняння четвертої степені.
  - Невизначених поліноміальних рівнянь вищого порядку.

Геометрія:
- Навів доказ Теорема Піфагора.

Диференціальне та інтегральне числення:
- Раннє поняття диференціювання
- Відкрив диференційний коефіцієнт[en].
- Сформулював ранню форму теореми Ролля, окремий випадок теореми про середнє значення (однієї з найважливіших теорем диференціального числення та аналізу).
- Вивів диференціал функції синуса, хоча не повністю розумів поняття похідної.
- Обчислив значення π з точністю до п'яти знаків після коми.
- Обчислив довжину земної орбіти навколо Сонця з точністю до 9 знаків після коми[81].

Тригонометрія:
- Розробки сферичної тригонометрії
- Тригонометричні формули:
  - {\displaystyle \ \sin(a+b)=\sin(a)\cos(b)+\sin(b)\cos(a)}
  - {\displaystyle \ \sin(a-b)=\sin(a)\cos(b)-\sin(b)\cos(a)}

## Середньовічна та рання сучасна математика (1300—1800)

### Нав'я-Ньяя
Нав'я-Ньяя або Неологічна даршана (школа) індійської філософії була заснована в 13 столітті філософом Гангеша Упадх'яя з Мітхіли. Це був розвиток класичної Ньяя даршана. Ще один вплив на Нав'я-Ньяя мала робота попередніх філософів Вачаспаті Місри (900—980 рр. н. е.) та Удаяни (кінець 10 століття).
Книгу Гангеша Таттва Чінтамані («Думка-коштовність реальності») було написано частково у відповідь на «Кханданакхандакхадья» Шрігарші, на захист напрямку філософії Адвайта-веданта, який містив ґрунтовну критику теоретичних основ думки та мови Ньяя. Нав'я-Ньяя розробила складну мову та концептуальну основу, яка дозволила їй піднімати, аналізувати та вирішувати проблеми логіки та епістемології. Цей підхід включає в себе назву кожного об'єкта, що підлягає аналізу, ідентифікацію відмітної характеристики названого об'єкта та перевірку відповідності визначальної характеристики за допомогою праман.

### Керальська школа

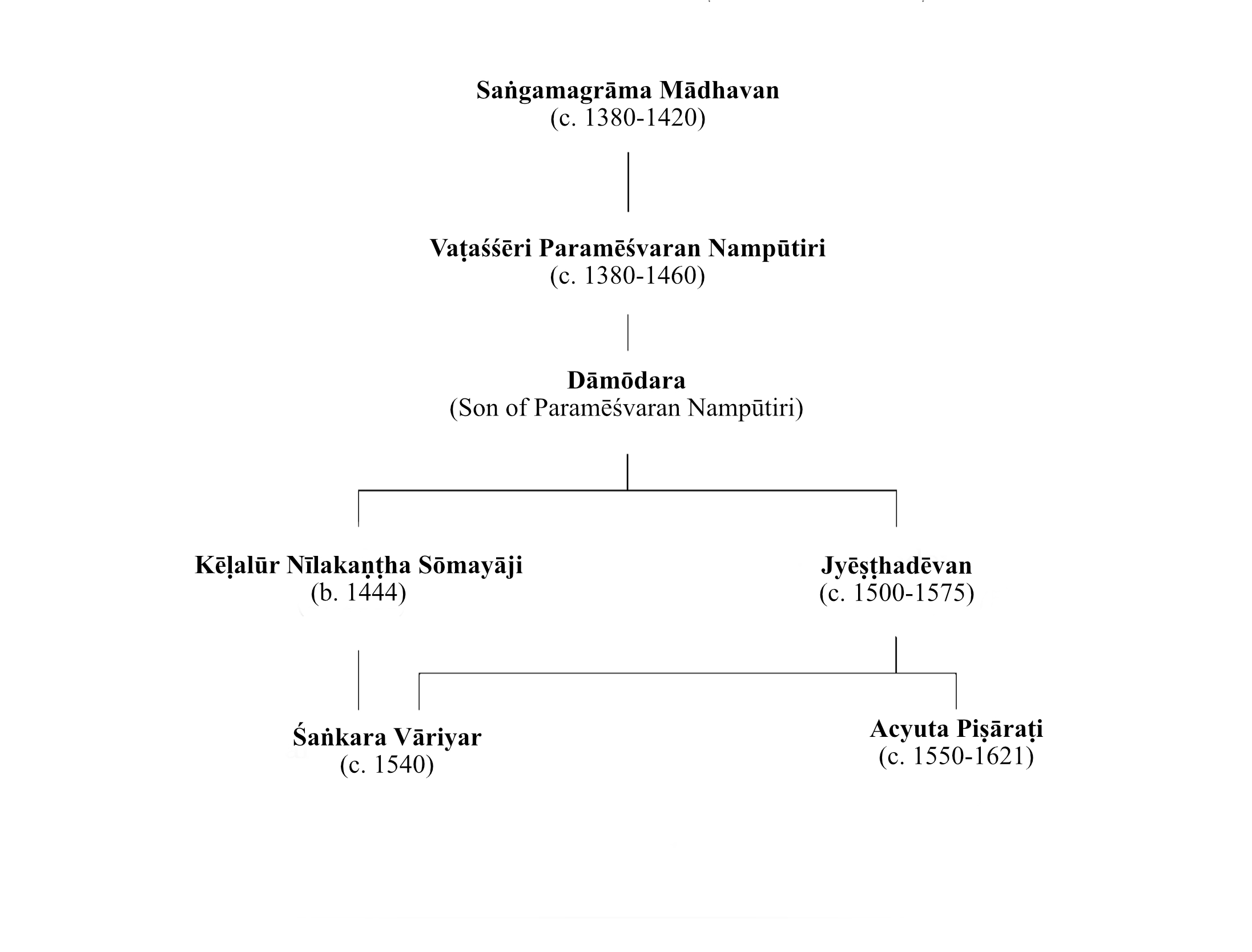
Мережа викладачів Керальської школи астрономії та математики

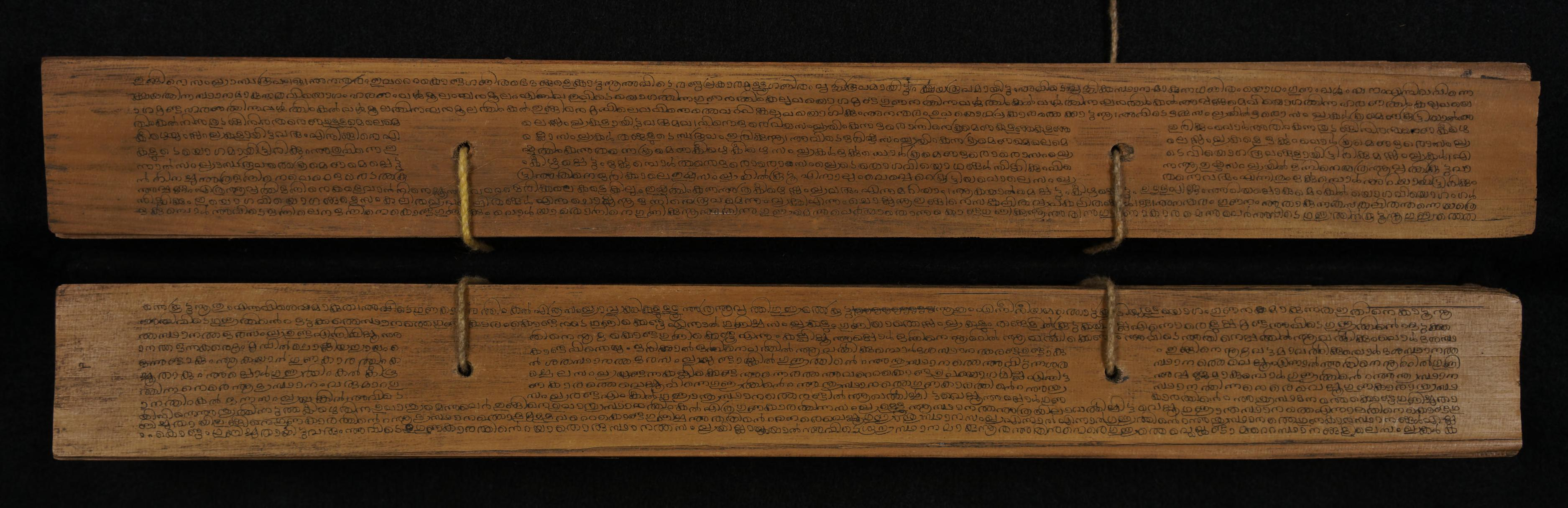
Сторінки з Юктібхаша, бл. 1530 р.

Керальська школа астрономії та математики була заснована Мадгавою зі Санґамаґрами в Кералі, Південна Індія і включала до свого складу Парамешвара, Нілаканта Сомаяджі, Джйєштхадеву, Ачута Пісараті, Мелпатур Нараяна Бхаттатірі та Ачьюту Паніккара. Її розквіт припав на 14-16 століття, і оригінальні відкриття школи, здається, завершилися з Нараяною Бхаттатірі (1559—1632). Намагаючись вирішити проблеми астрономії, астрономи керальської школи незалежно один від одного створили ряд важливих математичних концепцій. Найважливіші результати, розкладання в ряд тригонометричних функцій, були наведені в поєзії на санскриті у книзі Ніелаканти під назвою Тантрасанграха та коментарі до цієї праці під назвою Тантрасанграха-вакхя невідомого авторства. Теореми були викладені без доказів, але докази рядів для синуса, косинуса, та арктангенса були надані століттям пізніше в роботі Юктібхаша (бл. 1500 — бл. 1610), написаній на малаялам, Джйєштхадевою.
Їхнє відкриття елементів диференціального та інтегрального числення — розкладання в ряди для цих трьох важливих функцій — за кілька століть до того, як диференціальне та інтегральне числення було розроблено в Європі Ісааком Ньютоном і Готфрідом Лейбніцем — було помітним досягненням. Проте керальська школа не винайшла диференціального та інтегрального числення, оскільки, хоча вони змогли розробити розкладання в ряди Тейлора для важливих тригонометричних функцій, вони не розробили ані теорії диференціювання чи інтегрування, ані фундаментальної теореми числення. Результати, отримані Керальською школою, включають:
- (Нескінченний) геометричний ряд: {\displaystyle {\frac {1}{1-x}}=1+x+x^{2}+x^{3}+x^{4}+\cdots {\text{ for }}|x|<1}[87]
- Напівстрогий доказ (див. зауваження про «індукцію» нижче) результату {\displaystyle 1^{p}+2^{p}+\cdots +n^{p}\approx {\frac {n^{p+1}}{p+1}}} для великого n[85].
- Інтуїтивне використання математичної індукції, однак індуктивна гіпотеза не була сформульована або використана в доказах[85].
- Застосування ідей із (які мали б стати основою) диференціального та інтегрального числення для отримання нескінченних рядів (Тейлора–Маклорена) для sin x, cos x і arctan x[86]. Тантрасанграха-вакхя розповідає про ряди у віршах, які, якщо перекласти на математичну нотацію, можна записати як[85]:

{\displaystyle r\arctan \left({\frac {y}{x}}\right)={\frac {1}{1}}\cdot {\frac {ry}{x}}-{\frac {1}{3}}\cdot {\frac {ry^{3}}{x^{3}}}+{\frac {1}{5}}\cdot {\frac {ry^{5}}{x^{5}}}-\cdots ,{\text{ де }}y/x\leq 1.}
{\displaystyle r\sin x=x-x{\frac {x^{2}}{(2^{2}+2)r^{2}}}+x{\frac {x^{2}}{(2^{2}+2)r^{2}}}\cdot {\frac {x^{2}}{(4^{2}+4)r^{2}}}-\cdots }
{\displaystyle r-\cos x=r{\frac {x^{2}}{(2^{2}-2)r^{2}}}-r{\frac {x^{2}}{(2^{2}-2)r^{2}}}{\frac {x^{2}}{(4^{2}-4)r^{2}}}+\cdots ,}
де для r = 1, ряд зводиться до стандартного степеневого ряду для цих тригонометричних функцій, наприклад:
{\displaystyle \sin x=x-{\frac {x^{3}}{3!}}+{\frac {x^{5}}{5!}}-{\frac {x^{7}}{7!}}+\cdots }
та
{\displaystyle \cos x=1-{\frac {x^{2}}{2!}}+{\frac {x^{4}}{4!}}-{\frac {x^{6}}{6!}}+\cdots }
- Використання обчислення довжини дуги (англ. rectification) кола для підтвердження цих результатів. (Пізніший метод Лейбніца з використанням квадратури, тобто обчислення площі під дугою кола, не використовувався)[85].
- Використання розкладання в ряд {\displaystyle \arctan x} для отримання формули Лейбніца для π[85]:

{\displaystyle {\frac {\pi }{4}}=1-{\frac {1}{3}}+{\frac {1}{5}}-{\frac {1}{7}}+\cdots }
- Раціональна апроксимація похибки для скінченної суми розглянутих рядів. Наприклад, помилка {\displaystyle f_{i}(n+1)}, (для непарних n та i = 1, 2, 3) для цього ряду:

{\displaystyle {\frac {\pi }{4}}\approx 1-{\frac {1}{3}}+{\frac {1}{5}}-\cdots +(-1)^{(n-1)/2}{\frac {1}{n}}+(-1)^{(n+1)/2}f_{i}(n+1)}
{\displaystyle {\text{де }}f_{1}(n)={\frac {1}{2n}},\ f_{2}(n)={\frac {n/2}{n^{2}+1}},\ f_{3}(n)={\frac {(n/2)^{2}+1}{(n^{2}+5)n/2}}.}
- Маніпуляція членом похибки для отримання ряду, який швидше збігається до {\displaystyle \pi }[85]:

{\displaystyle {\frac {\pi }{4}}={\frac {3}{4}}+{\frac {1}{3^{3}-3}}-{\frac {1}{5^{3}-5}}+{\frac {1}{7^{3}-7}}-\cdots }
- Використання покращеного ряду для отримання раціонального виразу[85], 104348/33215 для π з точністю до дев'яти знаків після коми, тобто 3,141592653.
- Використання інтуїтивно зрозумілого поняття границі для обчислення цих результатів[85].
- Напівстрогий (див. зауваження щодо обмежень вище) метод диференціювання деяких тригонометричних функцій[71]. Однак вони не сформулювали поняття функції, і не знали про показникові чи логарифмічні функції.

Твори керальської школи вперше були написані для західного світу англійцем Чарльзом Меттью Вішем у 1835 році. За словами Віша, математики з Керали «заклали основу для повної системи флюксій» і ці праці рясніли «флюксійними формами та рядами, яких немає в жодній роботі за кордоном».
Однак результатами Віша майже повністю знехтували, аж доки більше століття потому відкриття Керальської школи знову не досліджували К. Раджагопал та його помічники. Їхня робота включає коментарі до доказів до рядів для arctan в Юктібхаші наведені у двох статтях, коментарі до доказу Юктібхаші про ряди для сінуса і косінуса та дві статті, які містять вірші на санскриті Тантрасанграха-вакхя про ряди для arctan, sin та cosine (з англійським перекладом і коментарями).
Парамешвара (c. 1370—1460) (бл. 1370—1460) написав коментарі до творів Бгаскари I, Аріабгати I та Бгаскари II. Його Лілаваті Бхасья, коментар до трактату Бгаскари II Лілаваті, містить одне з його важливих відкриттів: версію теореми про середнє значення. Нілаканта Сомаяджі (1444—1544) склав Тантру Самграху (яка «породила» пізніший анонімний коментар Тантрасанграха-вакхя та наступний коментар під назвою Юктідіпаїка, написаний у 1501 році). Він розвинув і розширив внески Мадгави.
Чітрабхану (бл. 1530) був математиком 16-го століття з Керали, який надав цілі розв'язки для 21 типу систем двох алгебраїчних рівнянь із двома невідомими. Ці типи є всіма можливими парами рівнянь наступних семи форм:
{\displaystyle {\begin{aligned}&x+y=a,\ x-y=b,\ xy=c,x^{2}+y^{2}=d,\\[8pt]&x^{2}-y^{2}=e,\ x^{3}+y^{3}=f,\ x^{3}-y^{3}=g\end{aligned}}}
Для кожного випадку Чітрабхану дав пояснення та обґрунтування свого правила, а також навів приклад. Деякі з його пояснень є алгебраїчними, тоді як інші геометричними. Джйєштхадева (бл. 1500—1575) був ще одним членом Керальської школи. Його головною працею була Юктібхаша (написана на малаяламі, регіональній мові Керали). Джйєштхадева представив докази більшості математичних теорем і нескінченних рядів, раніше відкритих Мадгавою та іншими математиками Керальської школи.

### Інші представники
Нараяна Пандіта був математиком XIV століття, який написав дві важливі математичні праці: арифметичний трактат Ганіта Каумуді та алгебраїчний трактат Біджганіта Ватамса. Ганіта Каумуді є однією з найбільш революційних робіт у галузі комбінаторики з розробкою методу систематичної генерації всіх перестановок заданої послідовності.
У своїй праці Ганіта Каумуді Нараяна запропонував таку задачу про стадо корів і телят:
Корова щороку приносить одне теля. Починаючи з четвертого року, кожне теля приносить одне теля на початку кожного року. Скільки всього корів і телят буде через 20 років?
У перекладі на сучасну математичну мову рекурентних послідовностей:
Nn = Nn-1 + Nn-3 для n > 2,
з початковими значеннями
N0 = N1 = N2 = 1.
Перші кілька членів: 1, 1, 1, 2, 3, 4, 6, 9, 13, 19, 28, 41, 60, 88,… (послідовність A000930 з Онлайн енциклопедії послідовностей цілих чисел, OEIS).
Граничним співвідношенням між послідовними членами є cуперзолотий перетин. Вважається, що Нараяна також є автором докладного коментаря до трактату Лілаваті Бгаскари II під назвою Ганіта Каумуді (або Карма-Паддхаті).

## Звинувачення в європоцентризмі
Існує припущення, що індійський внесок у математику не отримав належного визнання в сучасній історії, і що багато відкриттів і винаходів індійських математиків нині відносять до культурних здобутків їхніх західних колег внаслідок європоцентризму. Відповідно до погляду Г. Г. Джозефа на «етноматематику»:
[Їхня робота] розглядає деякі заперечення щодо традиційної євроцентристської траєкторії. Обізнаність [про індійську та арабську математику], ймовірно, буде послаблена зневажливим відкиданням їхньої важливості порівняно з грецькою математикою. Внесок інших цивілізацій — особливо Китаю та Індії — сприймається або як запозичення з грецьких джерел, або як такий, що зробив лише незначний внесок у основний розвиток математики. Нажаль, існує брак інтересу до останніх досліджень, особливо у випадку індійської та китайської математики.
Історик математики Флоріан Каджорі писав, що він та інші «підозрюють, що Діофант отримав своє перше побіжне враження алгебраїчних знань з Індії». Він також писав, що «немає сумніву, що частини індійської математики мають грецьке походження».
Зовсім недавно, як обговорювалося у вищенаведеному розділі, нескінченні ряди діференціального числення для тригонометричних функцій (перевідкриті Грегорі, Тейлором і Маклореном наприкінці 17 століття) були описані в Індії математиками керальської школи приблизно двома століттями раніше. Деякі вчені нещодавно припустили, що знання про ці досягнення могли бути передані до Європи через торговий шлях із Керали торговцями та єзуїтськими місіонерами. Керала перебувала в постійному контакті з Китаєм і Аравією, а приблизно з 1500 року — з Європою. Враховуючи збіг хронології та наявність шляхів сполучення, така передача безумовно можлива. Однак жодних доказів такої передачі не було знайдено. За словами Девіда Брессуда, «немає жодних доказів того, що індійські дослідження рядів були відомі за межами Індії чи навіть за межами Керали до дев'ятнадцятого століття».
Як арабські, так і індійські вчені зробили відкриття до 17 століття, які зараз вважаються частиною диференціального та інтегрального числення. Проте вони (на відміну від Ньютона і Лейбніца) не «об'єднали багато різних ідей у двох об'єднуючих темах похідної та інтеграла, не показали зв'язку між ними і не перетворили диференціальне числення на чудовий інструмент вирішення проблем, який ми маємо сьогодні». Інтелектуальна кар'єра Ньютона і Лейбніца добре задокументована, і немає жодних ознак того, що їхня робота їм не належала; однак достовірно невідомо, чи могли безпосередні попередники Ньютона та Лейбніца, «зокрема, Ферма і Роберваль, [потенційно] дізнатися про деякі ідеї ісламських та індійських математиків через джерела, про які ми зараз не знаємо». Це предмет сучасних досліджень, особливо рукописних колекцій з Іспанії та Магрибу, і ці дослідження активно проводяться, зокрема, в Національному центрі наукових досліджень Франції.

## Прихід Індії до сучасної математики
- Ашутош Мукерджі[en] був визнаний першим сучасним індійським математиком, який почав займатися математичними дослідженнями, і заснував Калькуттське математичне товариство в 1908 році. Одним з математичних внесків Мукерджі було визначення кількох важливих висновків з відповіді Гаспаре Майнарді[en] щодо визначення похилої траєкторії системи конфокальних еліпсів. Він також зробив значний внесок у диференціальну геометрію, розробивши аналітичні методи спрощення інтерпретації Гаспара Монжа його загального диференціального рівняння для конічних перерізів[100][101].
- Срініваса Рамануджан (22 грудня 1887 — 26 квітня 1920) — індійський математик. Хоча він майже не мав формальної підготовки з чистої математики, він зробив значний внесок у математичний аналіз, теорію чисел, нескінченні ряди та неперервні дроби, включаючи рішення математичних проблем, які тоді вважалися нерозв'язними.
- Радж Чандра Бозе[en] (або Басу) (19 червня 1901 — 31 жовтня 1987) був індійським американським математиком і статистиком, найбільш відомим своєю роботою в теорії дизайну експерименту, скінченної геометрії та теорії кодів з виправленням помилок у яких клас кодів БЧХ частково названий на його честь. Він також винайшов поняття часткової геометрії, cхеми асоціації[en], та cильно регулярного графа і розпочав систематичне дослідження множин відмінностей[en] для побудови симетричних блок-схем. Він був відомий своєю роботою разом із Ш.Ш. Шрікханде[en] та Е. Т. Паркер[en] у їхньому спростуванні відомої гіпотези Леонарда Ейлера від 1782 року про те, що для жодного n не існує двох взаємно ортогональних латинських квадратів порядку 4n + 2.
- Ч.Р. Рао[en] був індійсько-американським математиком і статистиком[102]. Він був почесним професором університету штату Пенсільванія та професором-дослідником Університету Буффало. Рао був відзначений численними колоквіумами, почесними степенями та фестивальними грамотами[en] а також був нагороджений національною науковою медаллю США в 2002 році[103]. Американська статистична асоціація назвала його «живою легендою», чия робота вплинула не лише на статистику, але й мала далекосяжні наслідки для таких різноманітних галузей, як економіка, генетика, антропологія, геологія, національне планування, демографія, біометрія та медицина[103]. The Times of India включила Рао до 10 найкращих індійських учених усіх часів[104].
- Харіш-Чандра[en], член Лондонського королівського товариства[105][106] (11 жовтня 1923 — 16 жовтня 1983) — американський математик і фізик індійського походження, який виконав фундаментальну роботу в теорії представлень, особливо гармонічному аналізі напівпростих груп Лі[107][108][109].
- С. Р. Шрініваса Варадхан[en], член Лондонського королівського товариства (народився 2 січня 1940) — американський математик індійського походження. Він відомий своїм фундаментальним внеском у теорію ймовірностей і, зокрема, створенням єдиної теорії великих відхилень[en][110]. У 2007 році він став першим азіатом який отримав Абелівську премію[111][112].
- Манджул Бхаргава — канадсько-американський математик, який народився в індійській родині. У 2014 році Бхаргава був нагороджений медаллю Філдса. Відповідно до цитати Міжнародного математичного союзу він отримав нагороду «за розробку потужних нових методів у геометрії чисел, які він застосував для підрахунку кілець малого рангу та для оцінки середнього рангу еліптичних кривих»[113][114][115]. Він також був членом престижного комітету з присудження премії Падма[en] в 2023 році.
- Субхаш Хот[en] член Лондонського королівського товариства (народився 10 червня 1978 року в Ічалкаранджі[en])[116] — індійсько-американський математик і інформатик-теоретик, який є професором комп'ютерних наук імені Юліуса Сілвера в інституті математичних наук Куранта[en] Нью-Йоркського університету. Хот зробив внесок у сферу обчислювальної складності, та найбільш відомий своєю гіпотезою про унікальні ігри[en]. У 2014 році Хот отримав премію Рольфа Неванлінни від Міжнародного математичного союзу та отримав стипендію Макартура в 2016 році[117]. У 2017 році він був обраний членом Лондонського Королівського товариства[118].

## Подальше читання

### Книги-джерела на санскриті
- Keller, Agathe (2006), Expounding the Mathematical Seed. Vol. 1: The Translation: A Translation of Bhaskara I on the Mathematical Chapter of the Aryabhatiya, Basel, Boston, and Berlin: Birkhäuser Verlag, 172 pages, ISBN 978-3-7643-7291-0.
- Keller, Agathe (2006), Expounding the Mathematical Seed. Vol. 2: The Supplements: A Translation of Bhaskara I on the Mathematical Chapter of the Aryabhatiya, Basel, Boston, and Berlin: Birkhäuser Verlag, 206 pages, ISBN 978-3-7643-7292-7.
- Sarma, K. V., ред. (1976), Āryabhaṭīya IAST of Āryabhaṭa IAST with the commentary of Sūryadeva Yajvan, critically edited with Introduction and Appendices, New Delhi: Indian National Science Academy.
- Sen, S. N.; Bag, A. K., ред. (1983), The Śulbasūtras of Baudhāyana, Āpastamba, Kātyāyana and Mānava, with Text, English Translation and Commentary, New Delhi: Indian National Science Academy.
- Shukla, K. S., ред. (1976), Āryabhaṭīya IAST of Āryabhaṭa IAST with the commentary of Bhāskara I and Someśvara, critically edited with Introduction, English Translation, Notes, Comments and Indexes, New Delhi: Indian National Science Academy.
- Shukla, K. S., ред. (1988), Āryabhaṭīya of Āryabhaṭa IAST, critically edited with Introduction, English Translation, Notes, Comments and Indexes, in collaboration with K.V. Sarma, New Delhi: Indian National Science Academy.